# Phyllocycla vesta
Phyllocycla vesta är en trollsländeart som beskrevs av Belle 1972. Phyllocycla vesta ingår i släktet Phyllocycla och familjen flodtrollsländor. Inga underarter finns listade i Catalogue of Life.